# Chuma González
Rafael González Rodríguez (Sevilla, Andalucía, 13 de febrero de 1997), más conocido como Chuma, es un futbolista español que juega de delantero en el Wieczysta Kraków de la I Liga de Polonia.

## Trayectoria
Chuma empezó formándose en la cantera del Sevilla F. C. desde temprana edad, llegando a jugar con el equipo juvenil la Liga Juvenil de la UEFA en la temporada 2015-16, año donde también lograría debutar con el Sevilla F. C. "C" en la Tercera División.
En 2017, después de 35 partidos y 9 goles con el filial sevillista, el futbolista andaluz abandonaría la cantera del Sevilla para firmar por la U. B. Lebrijana donde en media temporada lograría anotar 13 goles en 20 encuentros, llamando la atención del Córdoba C. F. que esa misma temporada lo ficharía para su filial en Segunda División B.
Tras el descenso del Córdoba C. F. "B" a Tercera División, en la temporada 2018-19 Chuma lograría ser titular en el equipo jugando 37 encuentros y anotando 21 goles, registros que le sirvieron para poder debutar con el primer equipo en Segunda División el 12 de mayo de 2019, ante la U. D. Las Palmas.
Una vez finalizada la temporada el jugador sevillano abandonaría Andalucía para firmar por el Atlético Levante de la Segunda División B, donde no lograría anotar ningún gol en los 17 partidos que disputó.
En la temporada 2020-21 volvería a Andalucía para fichar por el Xerez C. D. donde lograría 6 goles en los 22 encuentros que disputó con el equipo xerecista.
Tras salir del Xerez C. D. firmaría por el C. D. San Roque de Lepe de la Segunda Federación, con el que debutaría además en Copa del Rey el 1 de diciembre de 2021 ante el C. D. Mirandés en un encuentro donde vencería el equipo castellanoleonés por 0-3.
En verano de 2022, después de anotar 16 goles con el San Roque de Lepe, se marcharía al UCAM Murcia C. F. de la Segunda Federación donde tan solo anotaría un gol en la media temporada que disputó con el conjunto murciano.
En enero de 2023, la A. D. Mérida anunciaría la llegada de Chuma, equipo con el que el futbolista andaluz lograría debutar en Primera Federación. En el conjunto extremeño disputaría una temporada y media con un total de 50 partidos disputados en los que anota 12 goles.
El 13 de junio de 2024, firma por el Wieczysta Kraków de la III Liga de Polonia, junto con su compañero Dani Sandoval.

## Selección nacional
Ha sido internacional con la selección española sub-16 en una ocasión, el 7 de marzo de 2013 en un encuentro amistoso ante Hungría.

## Estadísticas

### Clubes
Actualizado al último partido disputado el 18 de mayo de 2024.
| Club                             | Div.          | Temporada       | Liga  | Liga  | Liga   | Copas nacionales | Copas nacionales | Copas nacionales | Copas internacionales | Copas internacionales | Copas internacionales | Total | Total | Total  |
| Club                             | Div.          | Temporada       | Part. | Goles | Asist. | Part.            | Goles            | Asist.           | Part.                 | Goles                 | Asist.                | Part. | Goles | Asist. |
| -------------------------------- | ------------- | --------------- | ----- | ----- | ------ | ---------------- | ---------------- | ---------------- | --------------------- | --------------------- | --------------------- | ----- | ----- | ------ |
| Sevilla F. C. "C" · España       | 3.ª           | 2015-16         | 13    | 5     | 0      | ―                | ―                | ―                | ―                     | ―                     | ―                     | 13    | 5     | 0      |
| Sevilla F. C. "C" · España       | 3.ª           | 2016-17         | 22    | 4     | 0      | ―                | ―                | ―                | ―                     | ―                     | ―                     | 22    | 4     | 0      |
| Sevilla F. C. "C" · España       | Total club    | Total club      | 35    | 9     | 0      | 0                | 0                | 0                | 0                     | 0                     | 0                     | 35    | 9     | 0      |
| U. B. Lebrijana · España         | 3.ª           | 2017-18         | 20    | 13    | 0      | 0                | 0                | 0                | ―                     | ―                     | ―                     | 20    | 13    | 0      |
| U. B. Lebrijana · España         | Total club    | Total club      | 20    | 13    | 0      | 0                | 0                | 0                | 0                     | 0                     | 0                     | 20    | 13    | 0      |
| Córdoba C. F. "B" · España       | 2.ª B         | 2017-18         | 10    | 0     | 0      | ―                | ―                | ―                | ―                     | ―                     | ―                     | 10    | 0     | 0      |
| Córdoba C. F. "B" · España       | 3.ª           | 2018-19         | 37    | 21    | 0      | ―                | ―                | ―                | ―                     | ―                     | ―                     | 37    | 21    | 0      |
| Córdoba C. F. "B" · España       | Total club    | Total club      | 47    | 21    | 0      | 0                | 0                | 0                | 0                     | 0                     | 0                     | 47    | 21    | 0      |
| Córdoba C. F. · España           | 2.ª           | 2018-19         | 3     | 0     | 0      | 0                | 0                | 0                | ―                     | ―                     | ―                     | 3     | 0     | 0      |
| Córdoba C. F. · España           | Total club    | Total club      | 3     | 0     | 0      | 0                | 0                | 0                | 0                     | 0                     | 0                     | 3     | 0     | 0      |
| Atlético Levante · España        | 2.ª B         | 2019-20         | 17    | 0     | 1      | ―                | ―                | ―                | ―                     | ―                     | ―                     | 17    | 0     | 1      |
| Atlético Levante · España        | Total club    | Total club      | 17    | 0     | 1      | 0                | 0                | 0                | 0                     | 0                     | 0                     | 17    | 0     | 1      |
| Xerez C. D. · España             | 3.ª           | 2020-21         | 22    | 6     | 0      | 0                | 0                | 0                | ―                     | ―                     | ―                     | 22    | 6     | 0      |
| Xerez C. D. · España             | Total club    | Total club      | 22    | 6     | 0      | 0                | 0                | 0                | 0                     | 0                     | 0                     | 22    | 6     | 0      |
| C. D. San Roque de Lepe · España | 2.ª F         | 2021-22         | 32    | 16    | 0      | 1                | 0                | 0                | ―                     | ―                     | ―                     | 33    | 16    | 0      |
| C. D. San Roque de Lepe · España | Total club    | Total club      | 32    | 16    | 0      | 1                | 0                | 0                | 0                     | 0                     | 0                     | 33    | 16    | 0      |
| UCAM Murcia C. F. · España       | 2.ª F         | 2022-23         | 15    | 1     | 0      | 0                | 0                | 0                | ―                     | ―                     | ―                     | 15    | 1     | 0      |
| UCAM Murcia C. F. · España       | Total club    | Total club      | 15    | 1     | 0      | 0                | 0                | 0                | 0                     | 0                     | 0                     | 15    | 1     | 0      |
| A. D. Mérida · España            | 1.ª F         | 2022-23         | 16    | 3     | 2      | 0                | 0                | 0                | ―                     | ―                     | ―                     | 16    | 3     | 2      |
| A. D. Mérida · España            | 1.ª F         | 2023-24         | 34    | 9     | 2      | 0                | 0                | 0                | ―                     | ―                     | ―                     | 34    | 9     | 2      |
| A. D. Mérida · España            | Total club    | Total club      | 50    | 12    | 4      | 0                | 0                | 0                | 0                     | 0                     | 0                     | 50    | 12    | 4      |
| Wieczysta Kraków · Polonia       | 3.ª           | 2024-actualidad | 0     | 0     | 0      | 0                | 0                | 0                | ―                     | ―                     | ―                     | 0     | 0     | 0      |
| Wieczysta Kraków · Polonia       | Total club    | Total club      | 0     | 0     | 0      | 0                | 0                | 0                | 0                     | 0                     | 0                     | 0     | 0     | 0      |
| Total carrera                    | Total carrera | Total carrera   | 241   | 78    | 5      | 1                | 0                | 0                | 0                     | 0                     | 0                     | 242   | 78    | 5      |